# Bryan F. Mahan

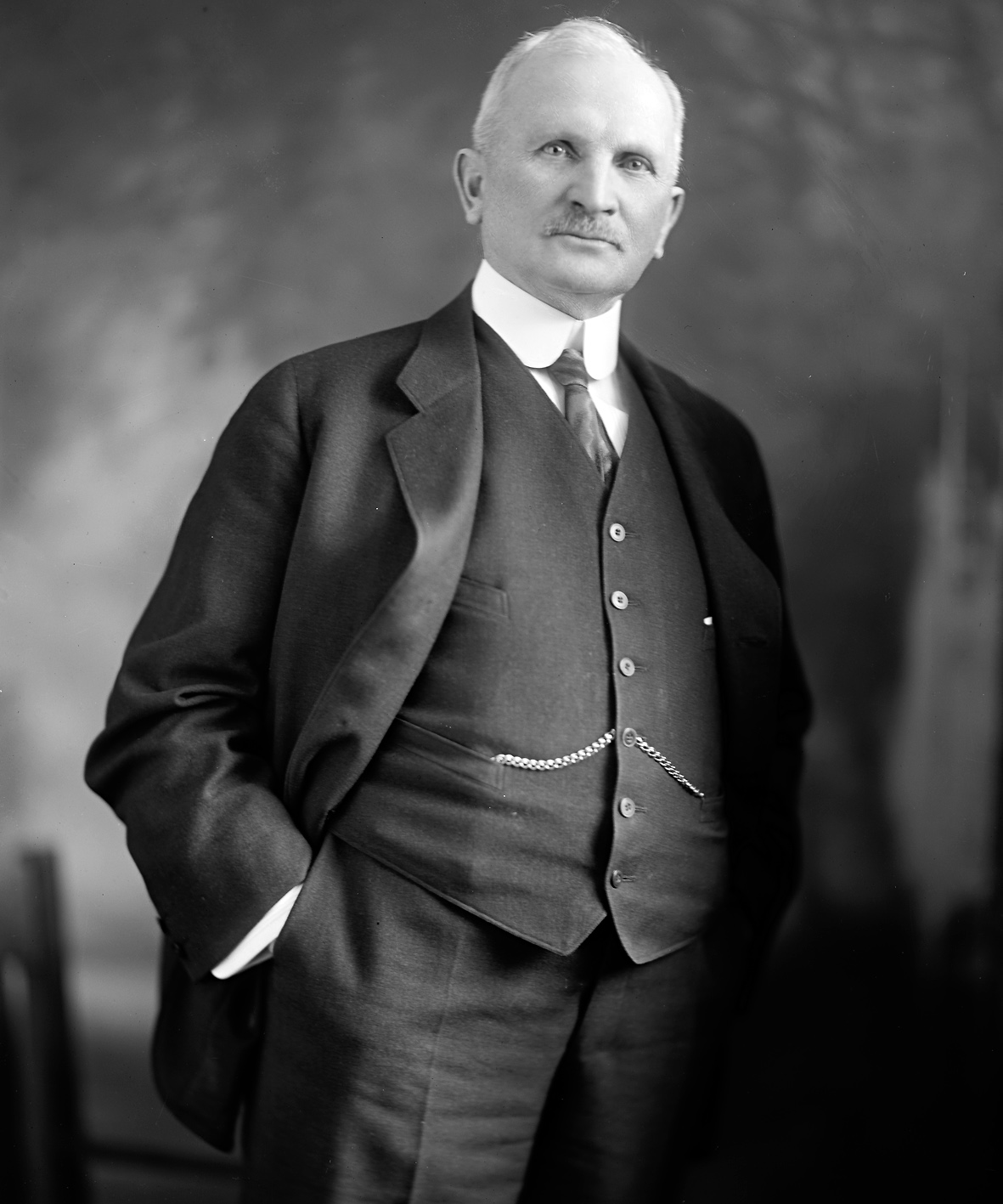
Bryan F. Mahan

Bryan Francis Mahan (* 1. Mai 1856 in New London, Connecticut; † 16. November 1923 ebenda) war ein US-amerikanischer Politiker. Zwischen 1913 und 1915 vertrat er den zweiten Wahlbezirk des Bundesstaates  Connecticut im US-Repräsentantenhaus.

## Werdegang
Bryan Mahan besuchte die öffentlichen Schulen seiner Heimat und danach die Robert Bartlett High School. Anschließend machte er eine Klempnerlehre. Nach einem Jurastudium in Albany (New York) und seiner im Jahr 1881 erfolgten Zulassung als Rechtsanwalt begann er in New London in seinem neuen Beruf zu arbeiten.
Mahan war Mitglied der Demokratischen Partei. In den Jahren 1882 und 1883 saß er als Abgeordneter im Repräsentantenhaus von Connecticut. Zwischen 1891 und 1892 war er für kurze Zeit Staatsanwalt. Im Jahr 1893 war er Mitbegründer einer Dampfschifffahrtsgesellschaft, deren Präsident er wurde. Von 1894 bis 1898 fungierte Mahan als Posthalter in seiner Heimatstadt New London. Zwischen 1904 und 1906 sowie nochmals von 1910 bis 1913 war er Bürgermeister dieser Stadt. 1910 und 1911 gehörte Mahan auch dem Senat von Connecticut an. Zwischen 1904 und 1916 war er Delegierter zu allen Democratic National Conventions.
Bei den Kongresswahlen des Jahres 1912 wurde er im zweiten Distrikt von Connecticut in das US-Repräsentantenhaus in Washington, D.C. gewählt. Dort trat er am 4. März 1913 die Nachfolge von Thomas L. Reilly an, der in den dritten Wahlbezirk wechselte. Da er aber bei den Wahlen des Jahres 1914 dem Republikaner Richard P. Freeman unterlag, konnte Mahan bis zum 3. März 1915 nur eine Legislaturperiode im Kongress absolvieren. Nach dem Ende seiner Zeit im Repräsentantenhaus wurde er erneut zum Posthalter von New London ernannt. Dieses Amt übte er zwischen dem 23. März 1915 und seinem Tod am 16. November 1923 aus.